# Voices (canción de Motionless in White)
«Voices» es una canción de la banda estadounidense de heavy metal Motionless in White. Escrita por el vocalista Chris "Motionless" Crelli y los músicos Joshua Landry, Johnny Andrews, Drew Fulk y Josh Strock, fue producida por Drew Fulk y el mismo Cerulli y apareció en el cuarto álbum de estudio de la banda en 2017, Graveyard Shift. La canción fue lanzada como el sexto y último sencillo del álbum el 23 de mayo de 2018.

## Composición y letra
«Voices» fue escrita por Chris "Motionless" Cerulli, Drew Fulk, Johnny Andrews, Joshua Landry y Josh Strock y compuesta por la banda. La canción habla de todo lo que pasa por tu cabeza, como las voces que escuchas y los demonios con los que luchas.

## Vídeo musical
El vídeo musical de «Voices» se lanzó el mismo día que se lanzó el sencillo. Dirigido por Jeremy Danger y Travis Shinn, el video muestra a los miembros de la banda luchando con sus múltiples personalidades.

## Personal
Créditos obtenidos de AllMusic.
Motionless in White
- Chris "Motionless" Cerulli – voz principal
- Ryan Sitkowski – guitarra principal
- Ricky "Horror" Olson – guitarra rítmica, coros
- Devin "Ghost" Sola – bajo, coros
- Josh Balz – teclados, sintetizador, coros

Músicos de grabación
- Tom Hane – batería, percusión

## Posicionamiento en listas
| Lista (2018)                                       | Mejor posición |
| -------------------------------------------------- | -------------- |
| Estados Unidos Mainstream Rock Airplay (Billboard) | 28             |

## Apariciones
La canción fue usada en el vídeo tributo del 20 Aniversario de Randy Orton en WWE durante el programa WWE Raw el 25 de abril de 2022.